# Стріла (комп'ютер)
«Стріла» (рос. "Стрела") — цифрова обчислювальна машина загального призначення, розроблена 1953 у Москві під керівництвом Юрія Базилевського. У розробці також брав участь Башир Рамеєв, який пізніше створив серію ЕОМ «Урал».
Це була перша в СРСР серійна ЕОМ — було випущено сім екземплярів.

## Особливості будови
Основні технічні характеристики машини:
- Формат представлення чисел — з рухомою комою, 10 розрядів.
- Структура команд — триадресна.
- Розрядність — 43.
- Оперативна пам'ять на електронно-променевих трубках ємністю 2048 слів.
- Постійна пам'ять на напівпровідникових діодах, ємністю 16 підпрограм[як?] та 256 операндів.
- Зовнішній накопичувач на магнітній стрічці ємністю 200 тисяч слів. Також було можливо введення інформації за допомогою перфокарт.
- Продуктивність — 2 тисячі операцій за секунду.
- Площа до 300 м², використовувана потужність до 150 кВт[1].

«Стріла» була побудована з 6000 електронних ламп.
Різні види групових арифметичних і логічних операцій, умовні переходи й змінювані стандартні програми та системи контрольних тестів і організуючих програм давали змогу створювати бібліотеки ефективних програм різного тематичного напряму, здійснювати автоматизацію програмування і розв'язування широкого кола математичних задач.

## Застосування
1957 одну з машин було встановлено у перший в СРСР обчислювальний центр при Академії наук СРСР.
ЕОМ «Стріла» використовувалась для вирішення задач балістики при підготовці першого штучного супутника Землі. Також ця машина виконувала розрахунки для створення реактивного літака Ту-104.